# Sunao Tawara
Sunao Tawara (Ōita, 5 luglio 1873 – 19 gennaio 1952) è stato un medico anatomopatologo giapponese.

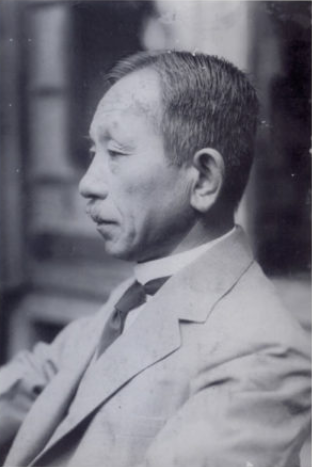
Sunao Tawara M.D.,Ph.D.

Laureatosi presso l'Università Imperiale di Tokyo, si trasferì agli inizi del XX secolo in Germania, a Marburgo, dove divenne amico e collaboratore di Karl Aschoff. Insieme a quest'ultimo si dedicò allo studio anatomopatologico del cuore, pubblicando tra l'altro uno storico articolo nel 1906, in cui veniva riportata la prima descrizione particolareggiata del nodo atrioventricolare, noto altrimenti coi nomi dei suoi due scopritori, nodo di Aschoff-Tawara.
In seguito tornò in Giappone, dove tenne la cattedra di anatomopatologia presso l'Università di Fukuoka dal 1908 fino alla morte, avvenuta nel '52.